# Elisabeth von Wangenheim-Winterstein
Pour les articles homonymes, voir Wangenheim et Winterstein.
Titre
Épouse du prétendant au trône de Saxe-Weimar-Eisenach
5 octobre 1944 – 14 octobre 1988
(44 ans et 9 jours)
La baronne Elisabeth von Wangenheim-Winterstein (16 janvier 1912, Tübingen - 15 mars 2010, Munich), est l'épouse du grand-duc Charles de Saxe-Weimar-Eisenach et la mère du prince Michael-Benedikt de Saxe-Weimar-Eisenach, actuel chef de la Maison de Wettin.

## Biographie
Elisabeth von Wangenheim-Winterstein est la fille du baron Othmar von Wangenheim-Winterstein, maréchal de la cour des princes de Hohenzollern-Sigmaringen, et de la baronne Maud von Trützschler zum Falkenstein, et est élevée auprès sa sœur jumelle Dorothée et de son frère cadet Jobst von Wangenheim-Winterstein. 
Le 5 octobre 1944, elle épouse le grand-duc Charles de Saxe-Weimar-Eisenach, au château de la Wartbourg. Ils ont trois enfants :
- princesse Elisabeth (1945), épouse de Mindert Diderik de Kant ;
- prince Michael-Benedikt (1946) ;
- princesse Beatrice-Maria (1948), épouse de Martin Charles Davidson.

## Sources
- (en) Cet article est partiellement ou en totalité issu de l’article de Wikipédia en anglais intitulé « Baroness Elisabeth of Wangenheim-Winterstein » (voir la liste des auteurs).